# MTV Classic Polska
MTV Classic Polska war ein polnischer Musiksender, welcher 24 Stunden Musikvideos aus den 1960er bis 1990er Jahren sendete. Sendestart des Senders war der 30. Juni 2002, womit er VH1 Europe in Polen ablöste. Eigentümer des Senders war MTV Networks Polska. Am 1. Dezember 2005 wurde der Sender durch VH1 Polska ersetzt.

## Programm
Zielgruppe des Senders waren die 25- bis 39-Jährigen. Hauptsächlich wurden Hits aus den 1960er bis 1990er Jahren gesendet, wobei auch aktuelle Lieder gespielt wurden. Moderiert wurden die Programme von Beata Sadowska und Marcin Prokop.
- Greatest Hits Mix
- MTV Classic 80’
- 3 Z 1
- MTV Classic 60’/70’
- Nowości MTV CLASSIC
- Lista przebojów wszech czasów - propozycje
- MTV Classic Live
- Alfabet Gwiazd
- Ten Of The Best
- MTV Classic Rock
- MTV Classic Ballads
- MTV Classic Dance/New Romantic